# Maliattha brillians
Maliattha brillians là một loài bướm đêm trong họ Noctuidae.